# Quintus Cassius Longinus (Kr. e. 49)
Quintus Cassius Longinus  (? – az Ebro torkolatánál, Kr. e. 47.) római politikus, katonatiszt, az előkelő, plebeius származású Cassia gens tagja. Unokatestvére, Caius Cassius Longinus volt a Julius Caesar elleni merénylet egyik főszervezője.
Kr. e. 54-ben Pompeius quaestoraként szolgált Hispaniában, és a triumvir távollétében óriási vagyont harácsolt össze magának Hispania Ulterior lakóitól. Olyannyira brutális volt eljárása, hogy sikertelen összeesküvést szőttek a meggyilkolására. Kr. e. 49-ben unokafivérével együtt volt néptribunus, és egy kollégájukkal, Marcus Antoniusszal karöltve ostorozta az optimata arisztokráciát. Január 6-án mindketten megvétózták a senatus Caesar ellen hozott határozatait, mire kivezették őket az ülésről, és északra, Ravennába menekültek, a közelgő hadvezérhez.
Longinus Kr. e. 48-ban hispaniai, Lucius Afranius és Petreius ellen vezetett hadjáratán csatlakozott Caesarhoz, aki az ott kivívott győzelem után Hispania Ulterior helytartójaként hagyta hátra. Hispania lakói még emlékeztek korábbi ittlétére, ráadásul ő továbbra is csak saját vagyonának gyarapításán munkálkodott. A helyiek gyűlölete miatt kizárólag a hadaira támaszkodhatott, amelynek jóindulatát igyekezett is minden lehetséges módon megnyerni.
Közben parancsot kapott Caesartól, hogy keljen át Africa provinciába harcolni I. Juba numidiai király ellen. Ő örömmel vette a lehetőséget, mivel a gazdag afrikai tartomány sok zsákmánnyal kecsegtetett. A feladatot azonban nem teljesíthette: a helyiek és katonái részvételével összeesküvés szövődött ellene. A cordubai piactéren támadták meg, és számos sérülést szenvedett, azonban váratlanul túlélte a merényletet. Önjelölt utódját, Lucius Laterensist kivégeztette, hasonlóan az összeesküvés többi vezetőjéhez. Hispaniára még az eddigieknél is kegyetlenebb idők vártak.
Longinus azonban továbbra sem volt biztonságban: két behajózásra érkező legio és Corduba városa fellázadt ellene. Ő egy közeli dombon, a Baetis (Guadalquivir) túlpartján elfoglalt egy erős állást, és segítségért küldött Bogud mauretaniai királyhoz és Marcus Aemilius Lepidushoz, Gallia Narbonensis helytartójához. A saját quaestora, Marcus Claudius Marcellus Aeserninus által vezetett felkelők végül Ulia városába szorították vissza, amit blokáddal vettek körül. Mielőtt befejezhették volna, megjelent Bogud, és nemsokára nagy sereggel befutott Lepidus is. Ez utóbbi felszólította őket az ellenségeskedés beszüntetésére, amit Aeserninus nyomban elfogadott, a gyanakvó Cassius azonban szabad elvonulást kért. Ezt meg is kapta, és ő hallva, hogy a felváltására kijelölt Caius Trebonius közeleg, sietve a téli szállásukra vezette a katonáit, majd hajóra szállt Malacánál, hogy mentse harácsolt vagyonát. A menekülő Longinus hajója az Iberius (Ebro) torkolatánál elsüllyedt, őt pedig elnyelte az Atlanti-óceán.